# Duel de reis
Duel de reis  (títol original en italià: Io Semiramide) és una pel·lícula italiana dirigida per Primo Zeglio i estrenada el 1963. És un pèplum consagrat a Semíramis, reina semillegendària de Babilònia que hauria viscut al segle IX av. J.C. Ha estat doblada al català.

## Argument
Kir, rei dels Dardaniens, és vençut en combat pel general Onnos en una campanya militar llançada per aquest últim contra Ninive a Assiria. Reduït a l'esclavitud, Kir és portat amb altres esclaus fins a la capital on el general presenta les seves preses al rei Minurte. Semíramis, jove del tribunal de gran ambició política, persuadeix Minurte d'oferir-li Kir i obté a més a més un domini. Utilitza els seus esclaus, entre els quals Kir, per construir-hi una ciutat que esdevindrà Babilònia. Al mateix temps, fa maquinacions polítiques i aliances amb Kir i Onnos per tal de fer fora Minurte i d'ocupar el seu tron.

## Repartiment
- Yvonne Furneaux: Semíramis
- John Ericson: Kir
- Renzo Ricci: el Rei Ninus
- Gianni Rizzo: Ghelas
- Germano Longo: General Onnos
- Nino Di Napoli: Adad
- Valérie Camille: Aeuse
- Harold Bradley: l'esclava negra de Semíramis
- Lucio De Santis: Marduk
- Piero Pastore: Shabli
- Antonio Corevi: Oete
- Ugo Sasso: Tinent d'Onnos
- Gian Barta: Tinent d'Onnos
- Jose Torres: Ambaixador del Faraó
- Alfio Caltabiano: Zagos